# 128
| 128                |
| ------------------ |
| Dødsfald - Fødsler |
|                    |

| Gregoriansk kalender | 128 CXXVIII             |
| Ab urbe condita      | 881                     |
| Armensk kalender     | I/T                     |
| Kinesiske kalender   | 2824 – 2825 丁卯 – 戊辰 |
| Etiopisk kalender    | 120 – 121               |
| Jødisk kalender      | 3888 – 3889             |
| Hindukalendere       |                         |
| - Vikram Samvat      | 183 – 184               |
| - Shaka Samvat       | 50 – 51                 |
| - Kali Yuga          | 3229 – 3230             |
| Iransk kalender      | 494 BP – 493 BP         |
| Islamisk kalender    | 509 BH – 508 BH         |

Se også 128 (tal)